# Viêm nội tâm mạc nhiễm khuẩn
Viêm nội tâm mạc nhiễm khuẩn là hiện tượng viêm hoặc nhiễm trùng nội tâm mạc, lớp màng mỏng bao bọc bên trong tim gồm có cơ tim và các van tim. Nguyên nhân thường gặp nhất là do nhiễm khuẫn, vam tim có thể do các mảnh sùi do vi khuẩn bám vào và có thể gây ảnh hưởng đến hoạt động bình thường của nó. Viêm nội tâm mạc thể cấp tính phát triển rầm rộ trong khi triệu chứng của thể bán cấp kém rầm rộ hơn vì thế việc chẩn đoán cũng khó khăn hơn...

## Triệu chứng
Triệu chứng của bệnh bao gồm sốt kéo dài, chán ăn, mệt mỏi, cơn ớn lạnh, đổ mồ hôi đêm, đau đầu, đau khớp và xuất huyết những nốt nhỏ ở ngực,, ngón chân, lưng, ngón tay. Khi thăm khám còn có thể phát hiện tiếng thổi mới xuất hiện ở tim và những nốt xuất huyết nhỏ ở màng tiếp hợp mắt.

## Biến chứng
Bệnh không được điều trị triệt để có thể dẫn tới tử vong. Tiên lượng tuỳ thuộc vào chủng vi khuẩn gây bệnh. Nếu trong trường hợp điều trị khỏi, tổn thương van tim  sau này có thể dẫn đến hậu quả suy tim. Một số trường hợp cục máu đông hình thành, trôi theo dòng máu gây tắc mạch ở não, phổi.